# 1865 en littérature
| Années de la littérature : 1862 - 1863 - 1864 - 1865 - 1866 - 1867 - 1868    |
| Décennies de la littérature : 1830 - 1840 - 1850 - 1860 - 1870 - 1880 - 1890 |

Cet article présente les faits marquants de l'année 1865 en littérature.

## Événements
- 27 mars : Maurice Joly est inculpé pour « excitation à la haine et au mépris du gouvernement » pour la publication et la diffusion depuis la Belgique de son dialogue philosophique pamphlétaire Dialogue aux enfers entre Machiavel et Montesquieu (1864), s'attaquant au régime du Second Empire et à Napoléon III. Il sera condamné à 15 mois de réclusion à la prison Sainte-Pélagie à Paris et des exemplaires de son livre trouvés chez lui confisqués et détruits.
- Léon Tolstoï commence à publier en Russie son chef-d’œuvre Guerre et Paix (achevé en 1869).

## Parutions

### Essais
- Thomas Carlyle, Histoire de Frédéric le Grand (1855-1865).
- Le lexicographe Émile Littré publie son dictionnaire.
- Le Ciel et l'Enfer, d’Allan Kardec.
- Introduction à l’étude de la médecine expérimentale de Claude Bernard.

### Poésie
- Stéphane Mallarmé, Brise Marine, Don du Poème.
- Sully Prudhomme, Stances et poèmes.
- Alfred de Vigny, Destinées. Publication posthume du recueil de onze poèmes.

### Romans
- Comtesse de Ségur : Un bon petit Diable, Jean qui grogne et Jean qui rit.
- Jules Verne : De la Terre à la Lune et Les Forceurs de blocus (nouvelle)
- Jules Barbey d’Aurevilly : Un prêtre marié.
- Théophile Gautier : Spirite, publié en feuilleton.

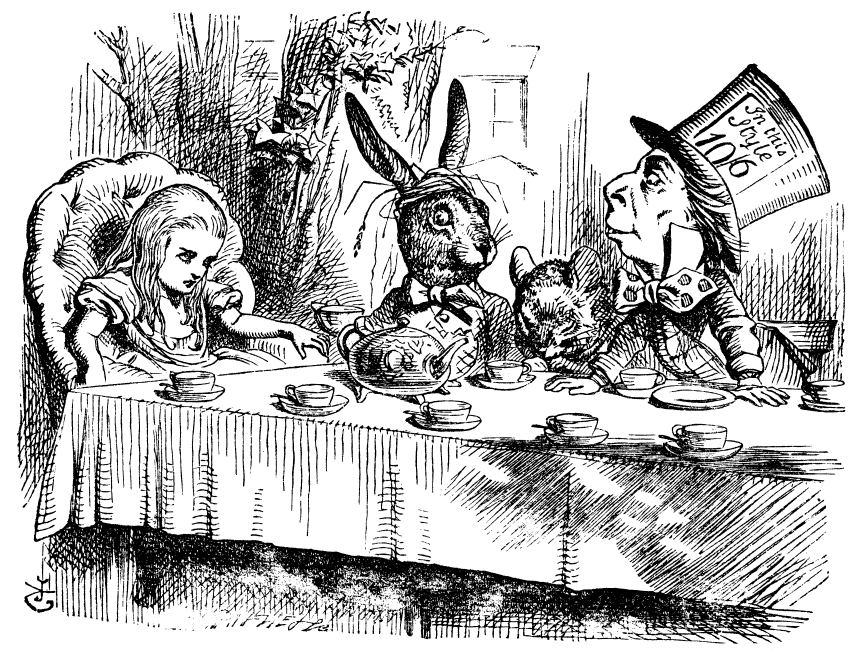
Illustration d'origine (1865), par John Tenniel, du roman de Lewis Carroll, Les Aventures d’Alice au pays des merveilles.

- Lewis Carroll (britannique) : Les Aventures d'Alice au pays des merveilles (4 juillet).
- Edgar Allan Poe (américain) : Histoires grotesques et sérieuses, traduit par Charles Baudelaire.
- Anthony Trollope (britannique) : Miss Mackenzie.
- Charles Dickens (britannique) : L'Ami commun, publié en feuilleton.
- Nikolaï Leskov (russe) : Lady Macbeth du district de Mtsensk.
- José de Alencar (brésilien) : Iracema
- Début de la parution en feuilleton dans la revue Le Messager russe du roman Guerre et Paix, de Léon Tolstoï (1865-1869).

### Nouvelles
- Émile Zola, Villégiature, parue dans Le Petit journal à Paris.

## Théâtre
- Villiers de L'Isle-Adam, Elën (drame).
- Alexandre Ostrovski, L'Abîme.

## Principales naissances
- 4 mars : Eduard Vilde, écrivain estonien († 26 décembre 1933),
- 16 mars : Carme Karr, écrivaine et journaliste espagnole catalane († 29 décembre 1943),
- 5 mai : George-Albert Aurier, écrivain, poète et critique d'art français († 5 octobre 1892),
- août : Catherine Scott, écrivaine britannique et cofondatrice du PEN International († 4 novembre 1934),
- 28 novembre : Louis Dantin, écrivain, éditeur et critique littéraire québécois († 17 janvier 1945),
- 13 décembre : Ángel Ganivet, écrivain et diplomate espagnol († 29 novembre 1898),
- 30 décembre : Rudyard Kipling, un écrivain britannique († 18 janvier 1936).

## Principaux décès
- 19 janvier : Pierre-Joseph Proudhon, écrivain et théoricien politique considéré comme l’un des pères de l’anarchisme (° 15 janvier 1809).
- 25 février : Otto Ludwig, écrivain, dramaturge et critique allemand (° 11 février 1813).
- 28 décembre : Marie-Nicolas Bouillet, professeur, traducteur et lexicographe français (° 5 mai 1798).